# 玉啟
玉啓(1852年—？)，字子鍾，号润田，烏己特氏，滿洲正藍旗人，清朝政治人物、同進士出身，世袭云骑尉。
光緒五年順天乡试中举，六年（1880年），参加庚辰科殿試，登進士三甲第99名。同年五月，著交吏部掣签，分发各省以知县即用。